# 백기만
백기만(白基萬, 1902년 5월 12일 ~ 1969년 8월 7일)은 대한민국의 시인, 문학평론가이다. 본관은 수원(水原)이고 아호(雅號)는 목우(牧牛), 흰곰이며 필명(筆名)은 백웅(白熊)이다.

## 일생
경상북도 대구 출생으로 1923년 문예지 〈금성〉에 《꿈의 예찬》, 《내 살림》, 《기쁨》 등의 시를 발표하여 문단에 등단하였다. 1926년 이후 문학평론가로도 병행 활동하였다.

## 학력
- 경상북도 대구보통학교 졸업
- 경상북도 대구고등보통학교 졸업
- 일본 와세다 대학교 철학과 중퇴

## 작품

### 백기만씨의 시
```
《꿈의 예찬》
```

- 《내 살림》
- 《기쁨》

## 사람들과의 관계

### 같은대구출신의 동향 교우(同鄕 交友)
- 시인 이장희(李章熙, 1900년 1월 1일 출생 ~ 1929년 11월 3일 사망. 아호는 고월(古月). 번역문학가로도 활동하였다.)
- 소설가 현진건(玄鎭健, 1900년 8월 9일 출생 ~ 1943년 4월 25일 사망. 아호는 빙허(憑虛). 언론인으로도 활동하였다.)
- 시인 이상화(李相和, 1901년 5월 9일 출생 ~ 1943년 4월 25일 사망. 아호는 상화(尙火, 想華), 무량(無量), 백아(白啞). 소설가, 수필가, 번역문학가, 문학평론가로도 활동하였다.)